# Cemitério de Pianos
Cemitério de pianos é o quarto romance de José Luís Peixoto lançado em Portugal em Outubro de 2007. É baseada na história real do atleta Francisco Lázaro.
O autor admite que esta é a sua obra mais feliz (apesar do título), e evoca a transcendência como o tema principal do livro.

## Tema da obra
Os narradores – pai e filho –, em tempos diferentes, que se sobrepõem por vezes, desvendam a história da família. Falam de morte, não para indicar o fim, mas a renovação, o elo entre as gerações e a continuação: o pai – relação entre dois Franciscos, iguais no nome e no destino, por um gerado, do outro genitor – nasce no dia da morte desse primeiro Lázaro; o filho, neto do seu homónimo, morre no dia em que a sua mulher dá à luz.
A obra retrata uma família de Benfica (Lisboa) e, aborda a morte como não apenas o fim, mas também a continuidade através da herança deixada em vida. A morte como destino irremediável da vida e nova vida após a morte. Um ciclo que se repete ininterruptamente.
Relata tanto o lado negro como luminoso das ligações entre familiares cujas algumas das vivências mais importantes se sucedem num espaço de uma oficina chamado de cemitério de pianos que alberga pianos "mortos" cujas peças vão dar vida a novos pianos.
O maratonista português Francisco Lázaro  foi a inspiração para a personagem principal deste romance, que partilha o seu nome e parte da sua história.

## Traduções
- Espanha- Cementerio de Pianos. trad. Carlos Acevedo. El Aleph. 2007
- França- Le Cimetière de Pianos. trad. François Rosso. Grasset. 2008/ Le Cimetière de Pianos. trad. François Rosso. Collection Folio/Gallimard(2009)
- Inglaterra - "The Piano Cemetery". trad. Daniel Hahn, Bloomsbury, 2010

Com edições também na Grécia, em Israel, no Brasil, etc.